# Aladdins Äventyr
Aladdins äventyr (engelska: A Thousand and One Nights) är en amerikansk äventyrsfilm i Technicolor från 1945 i regi av Alfred E. Green. Filmen är baserad på Tusen och en natt och utspelar sig i Bagdad. I huvudrollerna ses Evelyn Keyes, Phil Silvers, Adele Jergens och Cornel Wilde. Den nominerades till två Oscars, för bästa scenografi (färg) och bästa specialeffekter.

## Rollista i urval
- Evelyn Keyes – Babs, anden
- Phil Silvers – Abdullah
- Adele Jergens – Prinsessan Armina
- Cornel Wilde – Aladdin
- Dusty Anderson – Novira
- Dennis Hoey – Sultan Kamar Al-Kir / Prins Hadji
- Philip Van Zandt – Grand Wazir Abu-Hassan
- Gus Schilling – Jafar
- Nestor Paiva – Kahim
- Rex Ingram – en jätte
- Richard Hale – Kofir
- John Abbott – Ali
- Shelley Winters – Haremsflicka (ej krediterad)
- Nina Foch – Haremsflicka (ej krediterad)